# Groupe H des éliminatoires du Championnat d'Europe de football 2020
 (décembre 2022).
Navigation
Groupe G Groupe I
Cet article donne les résultats des matches du groupe H des éliminatoires de l'Euro 2020.
Le Groupe H est composé de six équipes nationales européennes avec pour tête de série la France, championne du monde en titre. La France (1re) et la Turquie (2e) du groupe sont directement qualifiés pour la phase finale de la compétition. L'Islande jouera les barrages.

## Classement
| Rang | Équipe      | Pts | J  | G | N | P | Bp | Bc | Diff |  | Résultats (▼ dom., ► ext.) |     |     |     |     |     |     |
| ---- | ----------- | --- | -- | - | - | - | -- | -- | ---- |  | -------------------------- | --- | --- | --- | --- | --- | --- |
| 1    | France      | 25  | 10 | 8 | 1 | 1 | 25 | 6  | +19  |  | France                     |     | 1-1 | 4-0 | 4-1 | 3-0 | 2-1 |
| 2    | Turquie     | 23  | 10 | 7 | 2 | 1 | 18 | 3  | +15  |  | Turquie                    | 2-0 |     | 0-0 | 1-0 | 1-0 | 4-0 |
| 3    | Islande (B) | 19  | 10 | 6 | 1 | 3 | 14 | 11 | +3   |  | Islande (B)                | 0-1 | 2-1 |     | 1-0 | 2-0 | 3-0 |
| 4    | Albanie     | 13  | 10 | 4 | 1 | 5 | 16 | 14 | +2   |  | Albanie                    | 0-2 | 0-2 | 4-2 |     | 2-2 | 2-0 |
| 5    | Andorre     | 4   | 10 | 1 | 1 | 8 | 3  | 20 | -17  |  | Andorre                    | 0-4 | 0-2 | 0-2 | 0-3 |     | 1-0 |
| 6    | Moldavie    | 3   | 10 | 1 | 0 | 9 | 4  | 26 | -22  |  | Moldavie                   | 1-4 | 0-4 | 1-2 | 0-4 | 1-0 |     |

- Sélection directement qualifiée pour l'Euro 2020

## Résultats et calendrier
| 1re journée        | Albanie                                | 0 - 2   | Turquie                              | Stade Loro-Boriçi, Shkodër                      |                                                 |
| 22 mars 2019 20h45 |                                        | (0 - 1) | 21e Yılmaz (Tosun ) · 55e Çalhanoğlu | Spectateurs : 11 730 Arbitrage : Tobias Stieler | Spectateurs : 11 730 Arbitrage : Tobias Stieler |
| 22 mars 2019 20h45 | Balliu 39e · Ismajli 45+2e · Xhaka 86e | Rapport | 30e Tosun · 47e Yokuşlu              | Spectateurs : 11 730 Arbitrage : Tobias Stieler | Spectateurs : 11 730 Arbitrage : Tobias Stieler |

|       | Andorre                                                          | 0 - 2   | Islande                                      | Estadi Nacional, Andorre-la-Vieille            |                                                |
| 20h45 |                                                                  | (0 - 1) | 22e Bjarnason · 80e Kjartansson (Sævarsson ) | Spectateurs : 1 854 Arbitrage : Sandro Schärer | Spectateurs : 1 854 Arbitrage : Sandro Schärer |
| 20h45 | Viera 20e · Rubio (en) 40e · Martínez Alejo 47e · Rebés (en) 82e | Rapport |                                              | Spectateurs : 1 854 Arbitrage : Sandro Schärer | Spectateurs : 1 854 Arbitrage : Sandro Schärer |

|               | Moldavie                  | 1 - 4   | France                                                                                         | Stade Zimbru, Chișinău                              |                                                     |
| 20h45 (21h45) | Ambros 89e                | (0 - 3) | 24e Griezmann (Pogba ) · 27e Varane (Griezmann ) · 36e Giroud (Matuidi ) · 87e Mbappé (Lemar ) | Spectateurs : 10 042 Arbitrage : Aleksandar Stavrev | Spectateurs : 10 042 Arbitrage : Aleksandar Stavrev |
| 20h45 (21h45) | Damașcan 78e · Ambros 83e | Rapport | 34e Varane · 90+1e Mbappé                                                                      | Spectateurs : 10 042 Arbitrage : Aleksandar Stavrev | Spectateurs : 10 042 Arbitrage : Aleksandar Stavrev |

| 2e journée                 | Turquie                                                                                    | 4 - 0   | Moldavie                                       | Yeni Eskişehir Stadyumu, Eskişehir            |                                               |
| 25 mars 2019 18h00 (20h00) | ( Çalhanoğlu) Kaldırım 24e · ( Yılmaz) Tosun 26e · ( Türüç) Tosun 53e · ( Türüç) Ayhan 70e | (2 - 0) |                                                | Spectateurs : 29 456 Arbitrage : Serhiy Boyko | Spectateurs : 29 456 Arbitrage : Serhiy Boyko |
| 25 mars 2019 18h00 (20h00) |                                                                                            | Rapport | 26e Rozgoniuc (en) · 64e Reabciuk · 65e Ioniță | Spectateurs : 29 456 Arbitrage : Serhiy Boyko | Spectateurs : 29 456 Arbitrage : Serhiy Boyko |

|       | Andorre                                                   | 0 - 3   | Albanie                                | Estadi Nacional, Andorre-la-Vieille         |                                             |
| 20h45 |                                                           | (0 - 1) | 21e Sadiku · 87e Balaj · 90+6e Abrashi | Spectateurs : 1 373 Arbitrage : Filip Glova | Spectateurs : 1 373 Arbitrage : Filip Glova |
| 20h45 | Lima 6e · Rubio (en) 59e · Martínez Alejo 73e · Gómes 82e | Rapport | 83e Abrashi                            | Spectateurs : 1 373 Arbitrage : Filip Glova | Spectateurs : 1 373 Arbitrage : Filip Glova |

|       | France                                                                                          | 4 - 0   | Islande       | Stade de France, Saint-Denis                   |                                                |
| 20h45 | ( Mbappé) Umtiti 12e · ( Pavard) Giroud 68e · ( Griezmann) Mbappé 78e · ( Mbappé) Griezmann 84e | (1 - 0) |               | Spectateurs : 64 538 Arbitrage : István Kovács | Spectateurs : 64 538 Arbitrage : István Kovács |
| 20h45 | Griezmann 90+1e                                                                                 | Rapport | 51e Bjarnason | Spectateurs : 64 538 Arbitrage : István Kovács | Spectateurs : 64 538 Arbitrage : István Kovács |

| 3e journée                | Islande          | 1 - 0   | Albanie                              | Laugardalsvöllur, Reykjavík                  |                                              |
| 8 juin 2019 15h00 (13h00) | Guðmundsson 22e  | (1 - 0) |                                      | Spectateurs : 8 968 Arbitrage : Bobby Madden | Spectateurs : 8 968 Arbitrage : Bobby Madden |
| 8 juin 2019 15h00 (13h00) | Sigurjónsson 33e | Rapport | 22e Basha · 88e Vaseli · 88e Dermaku | Spectateurs : 8 968 Arbitrage : Bobby Madden | Spectateurs : 8 968 Arbitrage : Bobby Madden |

|               | Moldavie                   | 1 - 0   | Andorre                     | Stade Zimbru, Chișinău                        |                                               |
| 18h00 (19h00) | ( Efros (en)) Armaș 8e     | (1 - 0) |                             | Spectateurs : 6 712 Arbitrage : Bojan Pandžić | Spectateurs : 6 712 Arbitrage : Bojan Pandžić |
| 18h00 (19h00) | Ioniță 38e, 46e · Carp 79e | Rapport | 33e Rebés (en) · 90+4e Lima | Spectateurs : 6 712 Arbitrage : Bojan Pandžić | Spectateurs : 6 712 Arbitrage : Bojan Pandžić |

|               | Turquie                                   | 2 - 0   | France                   | Konya Büyükşehir Belediye Stadyumu, Konya      |                                                |
| 20h45 (21h45) | ( Demiral) Ayhan 30e · ( Toköz) Ünder 40e | (2 - 0) |                          | Spectateurs : 36 783 Arbitrage : Damir Skomina | Spectateurs : 36 783 Arbitrage : Damir Skomina |
| 20h45 (21h45) | Tekdemir 39e · Demiral 45+2e              | Rapport | 45+2e Umtiti · 86e Coman | Spectateurs : 36 783 Arbitrage : Damir Skomina | Spectateurs : 36 783 Arbitrage : Damir Skomina |

| 4e journée         | Albanie                                           | 2 - 0   | Moldavie             | Elbasan Arena, Elbasan                           |                                                  |
| 11 juin 2019 20h45 | ( Roshi) Cikalleshi 66e · ( Uzuni) Ramadani 90+3e | (0 - 0) |                      | Spectateurs : 5 004 Arbitrage : Ville Nevalainen | Spectateurs : 5 004 Arbitrage : Ville Nevalainen |
| 11 juin 2019 20h45 | Ramadani 90+3e                                    | Rapport | 56e Armaș · 75e Carp | Spectateurs : 5 004 Arbitrage : Ville Nevalainen | Spectateurs : 5 004 Arbitrage : Ville Nevalainen |

|       | Andorre        | 0 - 4   | France                                                                                    | Estadi Nacional, Andorre-la-Vieille        |                                            |
| 20h45 |                | (0 - 3) | 11e Mbappé (Griezmann ) · 30e Ben Yedder (Thauvin ) · 45+1e Thauvin (Mbappé ) · 60e Zouma | Spectateurs : 3 187 Arbitrage : Fran Jović | Spectateurs : 3 187 Arbitrage : Fran Jović |
| 20h45 | Rubio (en) 11e | Rapport | 77e Zouma · 81e Pogba                                                                     | Spectateurs : 3 187 Arbitrage : Fran Jović | Spectateurs : 3 187 Arbitrage : Fran Jović |

|               | Islande                                                     | 2 - 1   | Turquie                                        | Laugardalsvöllur, Reykjavík                      |                                                  |
| 20h45 (18h45) | ( Guðmundsson) Sigurðsson 21e · ( Bjarnason) Sigurðsson 32e | (2 - 1) | 40e Toköz (Kahveci )                           | Spectateurs : 9 680 Arbitrage : Szymon Marciniak | Spectateurs : 9 680 Arbitrage : Szymon Marciniak |
| 20h45 (18h45) | Hallfreðsson 18e · Bjarnasson 72e                           | Rapport | 23e Toköz · 52e Yılmaz · 55e Ayhan · 56e Çelik | Spectateurs : 9 680 Arbitrage : Szymon Marciniak | Spectateurs : 9 680 Arbitrage : Szymon Marciniak |

| 5e journée                     | Islande                                                       | 3 - 0   | Moldavie               | Laugardalsvöllur, Reykjavik                   |                                               |
| 7 septembre 2019 18h00 (16h00) | ( Böðvarsson) Sigþórsson 31e · Bjarnason 55e · Böðvarsson 77e | (1 - 0) |                        | Spectateurs : 8 338 Arbitrage : Joao Pinheiro | Spectateurs : 8 338 Arbitrage : Joao Pinheiro |
| 7 septembre 2019 18h00 (16h00) |                                                               | Rapport | 42e Carp · 90+3e Armaș | Spectateurs : 8 338 Arbitrage : Joao Pinheiro | Spectateurs : 8 338 Arbitrage : Joao Pinheiro |

|       | France                                                                                     | 4 - 1   | Albanie                 | Stade de France, Saint-Denis                       |                                                    |
| 20h45 | ( Varane) Coman 8e · ( Hernandez) Giroud 27e · ( Griezmann) Coman 68e · ( Fekir) Ikoné 85e | (2 - 0) | 90e (pen.) Cikalleshi   | Spectateurs : 77 655 Arbitrage : Jesús Gil Manzano | Spectateurs : 77 655 Arbitrage : Jesús Gil Manzano |
| 20h45 |                                                                                            | Rapport | 66e Gjasula · 78e Xhaka | Spectateurs : 77 655 Arbitrage : Jesús Gil Manzano | Spectateurs : 77 655 Arbitrage : Jesús Gil Manzano |

|               | Turquie                                  | 1 - 0   | Andorre                                                           | Vodafone Park, Istanbul                           |                                                   |
| 20h45 (21h45) | ( Yazıcı) Tufan 89e                      | (0 - 0) |                                                                   | Spectateurs : 42 600 Arbitrage : Donald Robertson | Spectateurs : 42 600 Arbitrage : Donald Robertson |
| 20h45 (21h45) | Belözoğlu 71e · Söyüncü 78e · Yazıcı 90e | Rapport | 20e Vales · 47e Rodríguez · 50e San Nicolás (en) · 90e Aláez (en) | Spectateurs : 42 600 Arbitrage : Donald Robertson | Spectateurs : 42 600 Arbitrage : Donald Robertson |

| 6e journée              | Albanie                                                                           | 4 - 2   | Islande                                                    | Elbasan Arena, Elbasan                        |                                               |
| 10 septembre 2019 20h45 | ( Memushaj) Dermaku 32e · ( Manaj) Hysaj 52e · ( Bare) Roshi 79e · Cikalleshi 82e | (1 - 0) | 47e Sigurdsson ( Sigurjónsson) · 52e Sigþórsson ( Arnason) | Spectateurs : 8 652 Arbitrage : Ivan Kružliak | Spectateurs : 8 652 Arbitrage : Ivan Kružliak |
| 10 septembre 2019 20h45 | Cikalleshi 56e · Strakosha 81e · Roshi 85e                                        | Rapport | 37e Arnason                                                | Spectateurs : 8 652 Arbitrage : Ivan Kružliak | Spectateurs : 8 652 Arbitrage : Ivan Kružliak |

|       | France                                                           | 3 - 0   | Andorre        | Stade de France, Saint-Denis                    |                                                 |
| 20h45 | ( Ikone) Coman 18e · ( Griezmann) Lenglet 52e · Ben Yedder 90+1e | (1 - 0) |                | Spectateurs : 55 383 Arbitrage : Mykola Balakin | Spectateurs : 55 383 Arbitrage : Mykola Balakin |
| 20h45 |                                                                  | Rapport | 51e Rubio (en) | Spectateurs : 55 383 Arbitrage : Mykola Balakin | Spectateurs : 55 383 Arbitrage : Mykola Balakin |

|               | Moldavie | 0 - 4   | Turquie                                                          | Stade Zimbru, Chișinău                       |                                              |
| 20h45 (21h45) |          | (0 - 1) | 37e Tosun ( Toköz) · 57e Türüç · 79e Tosun · 88e Yazici ( Tosun) | Spectateurs : 8 281 Arbitrage : Davide Massa | Spectateurs : 8 281 Arbitrage : Davide Massa |
| 20h45 (21h45) | Rapport  |         |                                                                  | Spectateurs : 8 281 Arbitrage : Davide Massa | Spectateurs : 8 281 Arbitrage : Davide Massa |

| 7e journée            | Andorre                                            | 1 - 0   | Moldavie                                      | Estadi Nacional, Andorre-la-Vieille           |                                               |
| 11 octobre 2019 20h45 | ( Pujol) Vales 63e                                 | (0 - 0) |                                               | Spectateurs : 947 Arbitrage : Jonathan Lardot | Spectateurs : 947 Arbitrage : Jonathan Lardot |
| 11 octobre 2019 20h45 | Rubio (en) 32e · Martínez Alejo 45+2e · Cervós 84e | Rapport | 37e, 55e Gînsari · 40e Cebotaru · 76e Suvorov | Spectateurs : 947 Arbitrage : Jonathan Lardot | Spectateurs : 947 Arbitrage : Jonathan Lardot |

|               | Islande                           | 0 - 1   | France                                | Laugardalsvöllur, Reykjavik                     |                                                 |
| 20h45 (18h45) |                                   | (0 - 0) | 66e (pen.) Giroud                     | Spectateurs : 9 719 Arbitrage : Gianluca Rocchi | Spectateurs : 9 719 Arbitrage : Gianluca Rocchi |
| 20h45 (18h45) | Sigurðsson 43e · Sigurjónsson 63e | Rapport | 29e Giroud · 68e Pavard · 87e Tolisso | Spectateurs : 9 719 Arbitrage : Gianluca Rocchi | Spectateurs : 9 719 Arbitrage : Gianluca Rocchi |

|               | Turquie                            | 1 - 0   | Albanie                                                                                | Şükrü Saracoğlu Stadium, Istanbul               |                                                 |
| 20h45 (21h45) | Tosun 90e                          | (0 - 0) |                                                                                        | Spectateurs : 41 438 Arbitrage : Ovidiu Hațegan | Spectateurs : 41 438 Arbitrage : Ovidiu Hațegan |
| 20h45 (21h45) | Demiral 7e · Ayhan 26e · Tufan 69e | Rapport | 4e Dermaku · 7e Bare · 12e Memushaj · 83e Abrashi · 86e Djimsiti · 90+5e Kalus Gjasula | Spectateurs : 41 438 Arbitrage : Ovidiu Hațegan | Spectateurs : 41 438 Arbitrage : Ovidiu Hațegan |

| 8e journée            | France                        | 1 - 1   | Turquie                               | Stade de France, Saint-Denis                 |                                              |
| 14 octobre 2019 20h45 | ( Griezmann) Giroud 75e       | (0 - 0) | 81e Ayhan (Çalhanoğlu )               | Spectateurs : 72 154 Arbitrage : Felix Brych | Spectateurs : 72 154 Arbitrage : Felix Brych |
| 14 octobre 2019 20h45 | Hernandez 49e · Griezmann 81e | Rapport | 85e Tosun · 86e Kahveci · 86e Karaman | Spectateurs : 72 154 Arbitrage : Felix Brych | Spectateurs : 72 154 Arbitrage : Felix Brych |

|               | Islande                                             | 2 - 0   | Andorre                     | Laugardalsvöllur, Reykjavík                  |                                              |
| 20h45 (18h45) | A. Sigurðsson 38e · ( R. Sigurðsson) Sigþórsson 65e | (1 - 0) |                             | Spectateurs : 7 169 Arbitrage : Tamás Bognar | Spectateurs : 7 169 Arbitrage : Tamás Bognar |
| 20h45 (18h45) | Pálsson 80e                                         | Rapport | 65e Lima · 90+4e Rebés (en) | Spectateurs : 7 169 Arbitrage : Tamás Bognar | Spectateurs : 7 169 Arbitrage : Tamás Bognar |

|               | Moldavie                                                                            | 0 - 4   | Albanie                                                          | Stade Zimbru, Chișinău                         |                                                |
| 20h45 (21h45) |                                                                                     | (0 - 3) | 22e Cikalleshi · 34e Bare · 40e Trashi (en) · 90e Manaj (Roshi ) | Spectateurs : 4 367 Arbitrage : Chris Kavanagh | Spectateurs : 4 367 Arbitrage : Chris Kavanagh |
| 20h45 (21h45) | Mudrac (en) 29e · Graur (en) 38e · Cebotaru 58e · Reabciuk 62e · Prepeliță (en) 81e | Rapport | 46e Bare · 57e Cikalleshi · 82e Gjasula                          | Spectateurs : 4 367 Arbitrage : Chris Kavanagh | Spectateurs : 4 367 Arbitrage : Chris Kavanagh |

| 9e journée                     | Turquie                                            | 0 - 0   | Islande                         | Türk Telekom Stadyumu, Istanbul                 |                                                 |
| 14 novembre 2019 18h00 (20h00) |                                                    | (0 - 0) |                                 | Spectateurs : 48 329 Arbitrage : Anthony Taylor | Spectateurs : 48 329 Arbitrage : Anthony Taylor |
| 14 novembre 2019 18h00 (20h00) | Tufan 8e · Yokuşlu 82e · Ünder 90+1e · Çelik 90+4e | Rapport | 35e Traustason · 83e Sigþórsson | Spectateurs : 48 329 Arbitrage : Anthony Taylor | Spectateurs : 48 329 Arbitrage : Anthony Taylor |

|       | Albanie                                | 2 - 2   | Andorre                                                    | Elbasan Arena, Elbasan                        |                                               |
| 20h45 | ( Roshi) Balaj 6e · ( Roshi) Manaj 55e | (1 - 1) | 18e Martínez (Cervós ) · 48e Martínez (Aláez (en) )        | Spectateurs : 4 260 Arbitrage : Kristo Tohver | Spectateurs : 4 260 Arbitrage : Kristo Tohver |
| 20h45 | Balaj 90e                              | Rapport | 19e Rubio (en) · 43e Clemente · 44e Llovera · 90+3e Cervós | Spectateurs : 4 260 Arbitrage : Kristo Tohver | Spectateurs : 4 260 Arbitrage : Kristo Tohver |

|       | France                         | 2 - 1   | Moldavie                                              | Stade de France, Saint-Denis                       |                                                    |
| 20h45 | Varane 35e · Giroud 79e (pen.) | (1 - 1) | 9e Rață                                               | Spectateurs : 64 367 Arbitrage : Gediminas Mažeika | Spectateurs : 64 367 Arbitrage : Gediminas Mažeika |
| 20h45 | Digne 73e                      | Rapport | 34e Rață · 38e Crăciun (en) · 54e Jardan · 77e Posmac | Spectateurs : 64 367 Arbitrage : Gediminas Mažeika | Spectateurs : 64 367 Arbitrage : Gediminas Mažeika |

| 10e journée            | Albanie   | 0 - 2   | France                                            | Air Albania Stadium, Tirana                    |                                                |
| 17 novembre 2019 20h45 |           | (0 - 2) | 8e Tolisso (Griezmann ) · 31e Griezmann (Dubois ) | Spectateurs : 19 228 Arbitrage : Slavko Vinčić | Spectateurs : 19 228 Arbitrage : Slavko Vinčić |
| 17 novembre 2019 20h45 | Hysaj 20e | Rapport | 26e Lenglet                                       | Spectateurs : 19 228 Arbitrage : Slavko Vinčić | Spectateurs : 19 228 Arbitrage : Slavko Vinčić |

|       | Andorre                            | 0 - 2   | Turquie                    | Estadi Nacional, Andorre-la-Vieille           |                                               |
| 20h45 |                                    | (0 - 2) | 17e Ünal · 21e (pen.) Ünal | Spectateurs : 2 357 Arbitrage : Ivan Kružliak | Spectateurs : 2 357 Arbitrage : Ivan Kružliak |
| 20h45 | Lima 43e · Llovera 51e · Vales 77e | Rapport | 53e Ayhan                  | Spectateurs : 2 357 Arbitrage : Ivan Kružliak | Spectateurs : 2 357 Arbitrage : Ivan Kružliak |

|               | Moldavie                                 | 1 - 2   | Islande                                                          | Stade Zimbru, Chișinău                         |                                                |
| 20h45 (21h45) | ( Plătică (en)) Milinceanu (en) 56e      | (0 - 1) | 17e Bjarnason (Anderson ) · 65e Sigurðsson                       | Spectateurs : 6 742 Arbitrage : Pavel Královec | Spectateurs : 6 742 Arbitrage : Pavel Královec |
| 20h45 (21h45) | Crăciun (en) 34e · Rață 49e · Ioniță 76e | Rapport | 19e Bjarnason · 43e Pálsson · 64e Sigurðsson · 90+4e Friðjónsson | Spectateurs : 6 742 Arbitrage : Pavel Královec | Spectateurs : 6 742 Arbitrage : Pavel Královec |

## Statistiques

### Liste des buteurs
| 6 buts - Olivier Giroud 5 buts - Cenk Tosun 4 buts - Sokol Cikalleshi 3 buts - Kingsley Coman - Antoine Griezmann - Kylian Mbappé - Birkir Bjarnason - Kolbeinn Sigþórsson - Kaan Ayhan 2 buts - Bekim Balaj - Rey Manaj - Cristian Martínez Alejo - Wissam Ben Yedder - Raphaël Varane - Gylfi Sigurðsson - Ragnar Sigurðsson - Enes Ünal | 1 but - Amir Abrashi - Keidi Bare - Kastriot Dermaku - Elseid Hysaj - Ylber Ramadani - Odise Roshi - Armando Sadiku - Lorenc Trashi (en) - Marc Vales - Jonathan Ikoné - Clément Lenglet - Florian Thauvin - Corentin Tolisso - Kurt Zouma - Jón Daði Böðvarsson - Jóhann Berg Guðmundsson - Viðar Örn Kjartansson - Arnór Sigurðsson | - Vladimir Ambros - Igor Armaș - Nicolae Milinceanu (en) - Vadim Rață - Hakan Çalhanoğlu - Hasan Ali Kaldırım - Dorukhan Toköz - Ozan Tufan - Deniz Türüç - Cengiz Ünder - Yusuf Yazıcı - Burak Yılmaz |

### Liste des passeurs
| 7 passes décisives - Antoine Griezmann 4 passes décisives - Odise Roshi 3 passes décisives - Kylian Mbappé 2 passes décisives - Hakan Çalhanoğlu - Dorukhan Toköz - Cenk Tosun - Deniz Türüç 1 passe décisive - Léo Dubois - Nabil Fekir - Lucas Hernandez - Jonathan Ikoné - Thomas Lemar - Blaise Matuidi - Benjamin Pavard - Paul Pogba - Florian Thauvin - Raphaël Varane | - Merih Demiral - İrfan Can Kahveci - Yusuf Yazıcı - Burak Yılmaz - Kári Árnason - Mikael Anderson - Birkir Bjarnason - Jón Daði Böðvarsson - Jóhann Berg Guðmundsson - Birkir Sævarsson - Ragnar Sigurðsson - Rúnar Már Sigurjónsson - Keidi Bare - Rey Manaj - Ledian Memushaj - Myrto Uzuni - Jordi Aláez (en) - Joan Cervós - Marc Pujol - Ștefan Efros (en) - Sergiu Plătică (en) |

## Discipline
Un joueur est automatiquement suspendu pour le match suivant :
- S'il cumule trois avertissements (cartons jaunes) lors de trois matchs différents.
- S'il se voit décerner une exclusion de terrain (carton rouge).
- S'il cumule cinq avertissements lors de matchs différents.
- Pour chaque avertissement à partir du cinquième.
  - En cas d’infraction grave, l’Instance de contrôle, d’éthique et de discipline de l'UEFA est habilitée à aggraver la sanction, y compris en l'étendant à d'autres compétitions.

| Joueurs                 | Cartons | Suspensions                                    |
| ----------------------- | --- | ---------------------------------------------- |
| Artur Ioniță            | 3e journée, contre Andorre (8 juin 2019) | 4e journée, contre Albanie (11 juin 2019)      |
| Jesús Rubio (en)        | 1re journée, contre Islande (22 mars 2019) · 2e journée, contre Albanie (25 mars 2019) · 4e journée, contre France (11 juin 2019)           | 5e journée, contre Turquie (7 septembre 2019)  |
| Jesús Rubio (en)        | 6e journée, contre France (10 septembre 2019) · 7e journée, contre Moldavie (11 octobre 2019)                                               | 8e journée, contre Islande (14 octobre 2019)   |
| Jesús Rubio (en)        | 9e journée, contre Albanie (14 novembre 2019)                                                                                               | 10e journée, contre Turquie (17 novembre 2019) |
| Cătălin Carp            | 3e journée, contre Andorre (8 juin 2019) · 4e journée, contre Albanie (11 juin 2019) · 5e journée, contre Islande (7 septembre 2019)        | 6e journée, contre Turquie (10 septembre 2019) |
| Cristian Martínez Alejo | 1re journée, contre Islande (22 mars 2019) · 2e journée, contre Albanie (25 mars 2019) · 7e journée, contre Moldavie (11 octobre 2019)      | 8e journée, contre Islande (14 octobre 2019)   |
| Radu Gînsari            | 7e journée, contre Andorre (11 octobre 2019)                                                                                                | 8e journée, contre Albanie (14 octobre 2019)   |
| Klaus Gjasula           | 5e journée, contre France (7 septembre 2019) · 7e journée, contre Turquie (11 octobre 2019) · 8e journée, contre Moldavie (14 octobre 2019) | 9e journée, contre Andorre (14 novembre 2019)  |
| Ildefons Lima           | 2e journée, contre Albanie (25 mars 2019) · 3e journée, contre Moldavie (8 juin 2019) · 8e journée, contre Islande (14 octobre 2019)        | 9e journée, contre Albanie (14 novembre 2019)  |
| Marc Rebés (en)         | 1re journée, contre Islande (22 mars 2019) · 3e journée, contre Moldavie (8 juin 2019) · 8e journée, contre Islande (14 octobre 2019)       | 9e journée, contre Albanie (14 novembre 2019)  |